# Integrales Leit- und Informationssystem

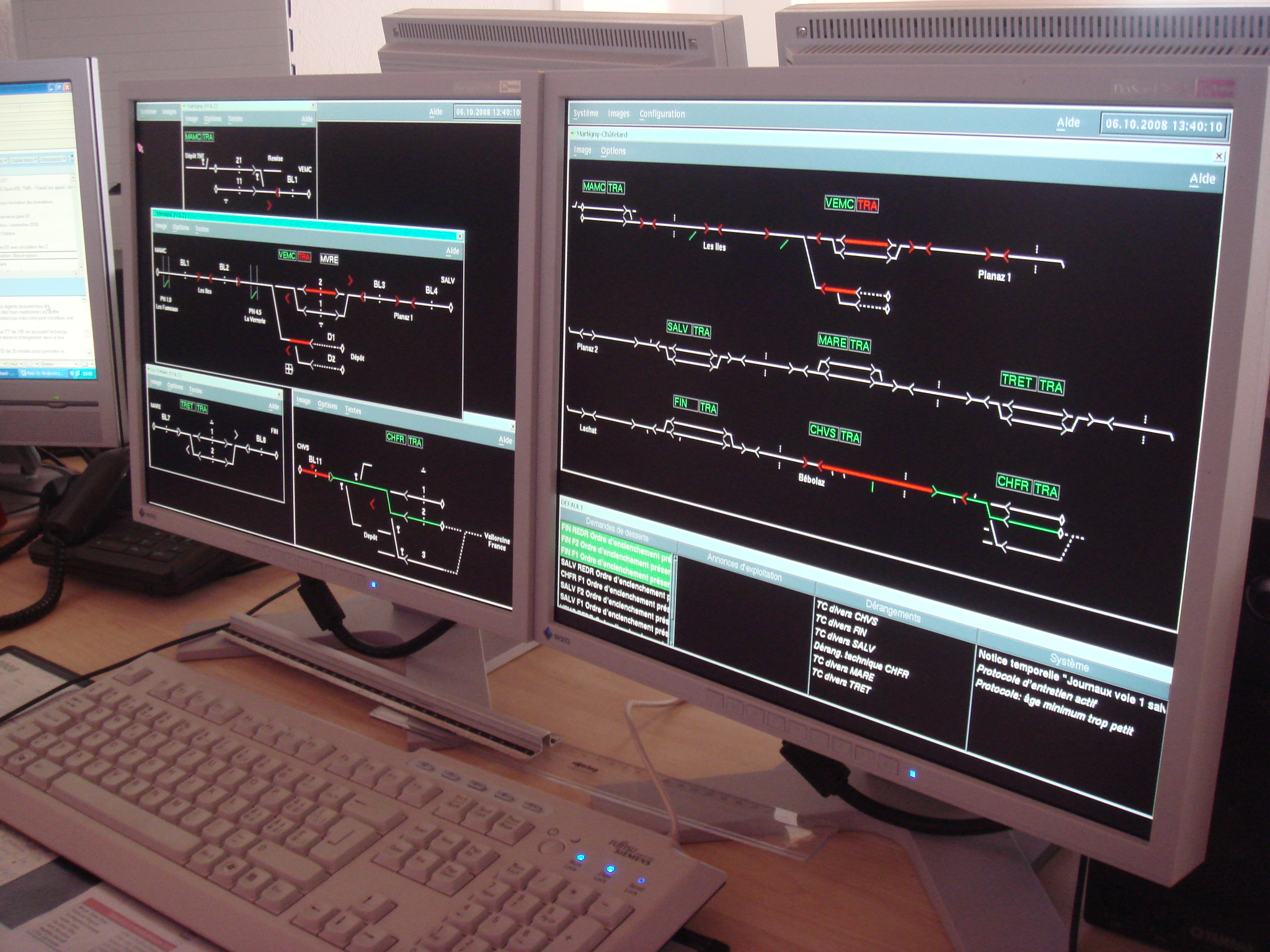
Iltis der Transports de Martigny et Régions in Vernayaz zur Steuerung der Bahnstrecke Martigny-Châtelard.

Das Integrale Leit- und Informationssystem, abgekürzt Iltis, ist ein von Siemens Schweiz entwickeltes Leit- und Informationssystem, das eine weitgehend automatisierte Betriebsabwicklung einer Bahnlinie erlaubt.

## Iltis

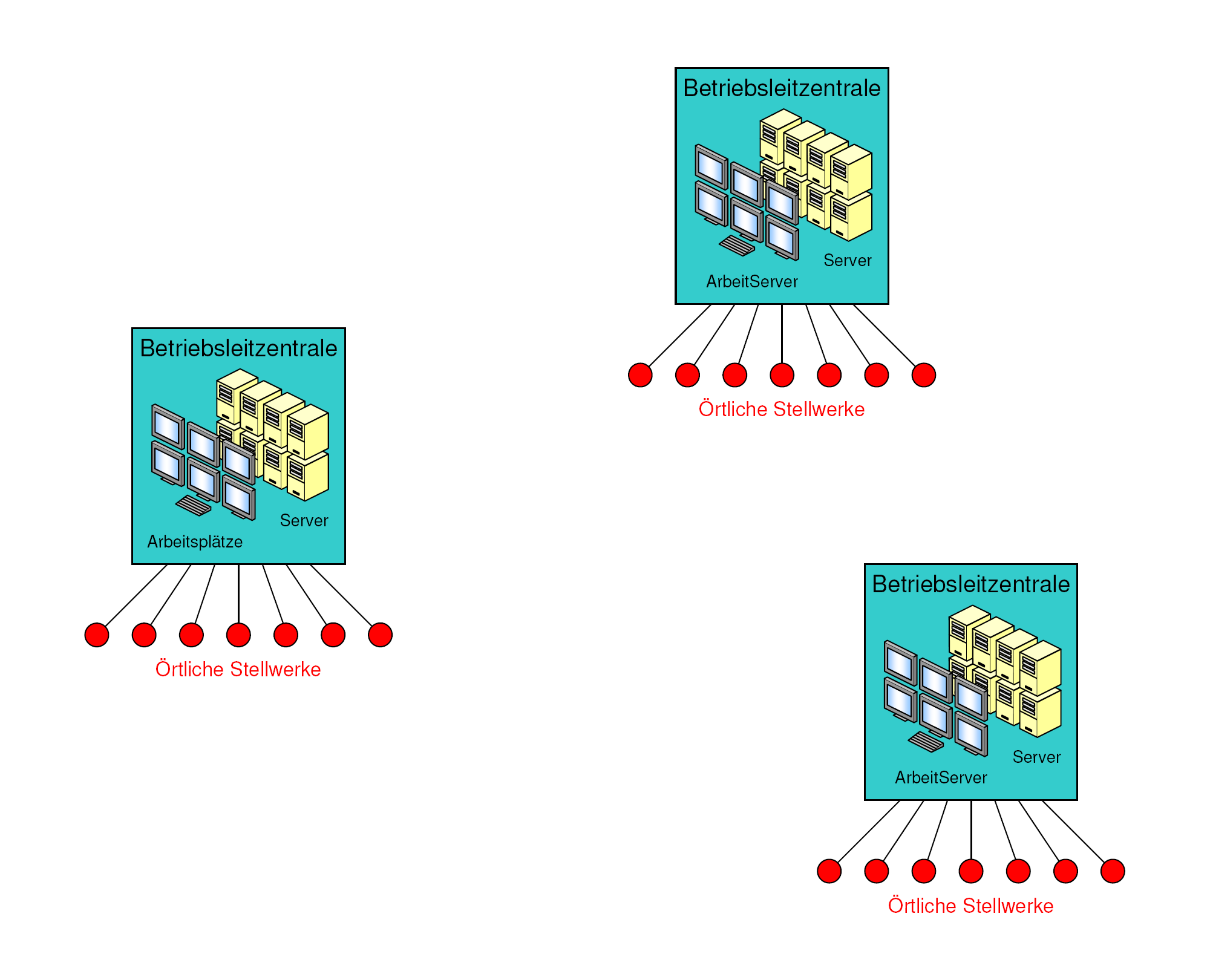
Jede mit Iltis ausgestattete Betriebsleitzentrale steuert einen bestimmten Teil des Bahnnetzes. Zu den benachbarten Betriebsleitzentralen meldet es lediglich die Zugstandorte.

Iltis erlaubt unter anderem die Fernsteuerung mehrerer Stellwerke, die Überwachung des Betriebs und die Steuerung der Fahrgastinformationssysteme in den Stationen. Eine übersichtliche Bildschirmoberfläche vermittelt die Informationen für die großflächige Führung des Bahnbetriebs, wobei im Bedarfsfall mit einer Zoom-Funktion besondere Vorgänge auf einzelnen Stationen beobachtet und ferngesteuert werden können. Durch die Automatisierung von Bedienhandlungen werden die Fahrdienstleiter entlastet. Das System unterstützt die Fahrdienstleiter auch bei Betriebsstörungen, denn dank der Protokollierung lassen sich alle Ereignisse im Nachhinein rekonstruieren. Ursprünglich kam beim Iltis das Betriebssystem VMS zur Anwendung, inzwischen läuft es auch unter Windows.
Die erste Anlage ging 1994 im Berner Hauptbahnhof in Betrieb. Sie kontrollierte anfänglich zwei Stellwerke, jene von Schüpfen und Münchenbuchsee auf der Linie nach Biel. Später erweiterte sich der Kreis auf 18 fernbediente Stellwerke auf den SBB-Strecken Richtung Zürich (alle bis und mit Hindelbank), Biel (bis Suberg), Freiburg (bis Flamatt) und Thun (bis Wichtrach). 1995 erhielt Bellinzona eine weiterentwickelte Iltis-Variante, die außer der Stellwerk-Fernbedienung auch die Zuglaufverfolgung und die automatische Zuglenkung erlaubte. Rasch breitete sich dieses System in der Folge im ganzen SBB-Netz aus; zuletzt waren es rund 25 Fernsteuerzentren. Im Windschatten der Bundesbahnen setzten auch zahlreiche Schweizer Privatbahnen auf die Iltis-Technik, ebenso die ÖBB in Österreich sowie Bahnen in Ungarn, Slowenien, Malaysia und der Slowakei.
Auf Iltis setzt auch die 2006 in Betrieb genommene Automatikfunktion im Lötschberg-Basistunnel sowie die 2016 in Betrieb genommene Tunnelautomatik Gotthard auf.

## Iltis N

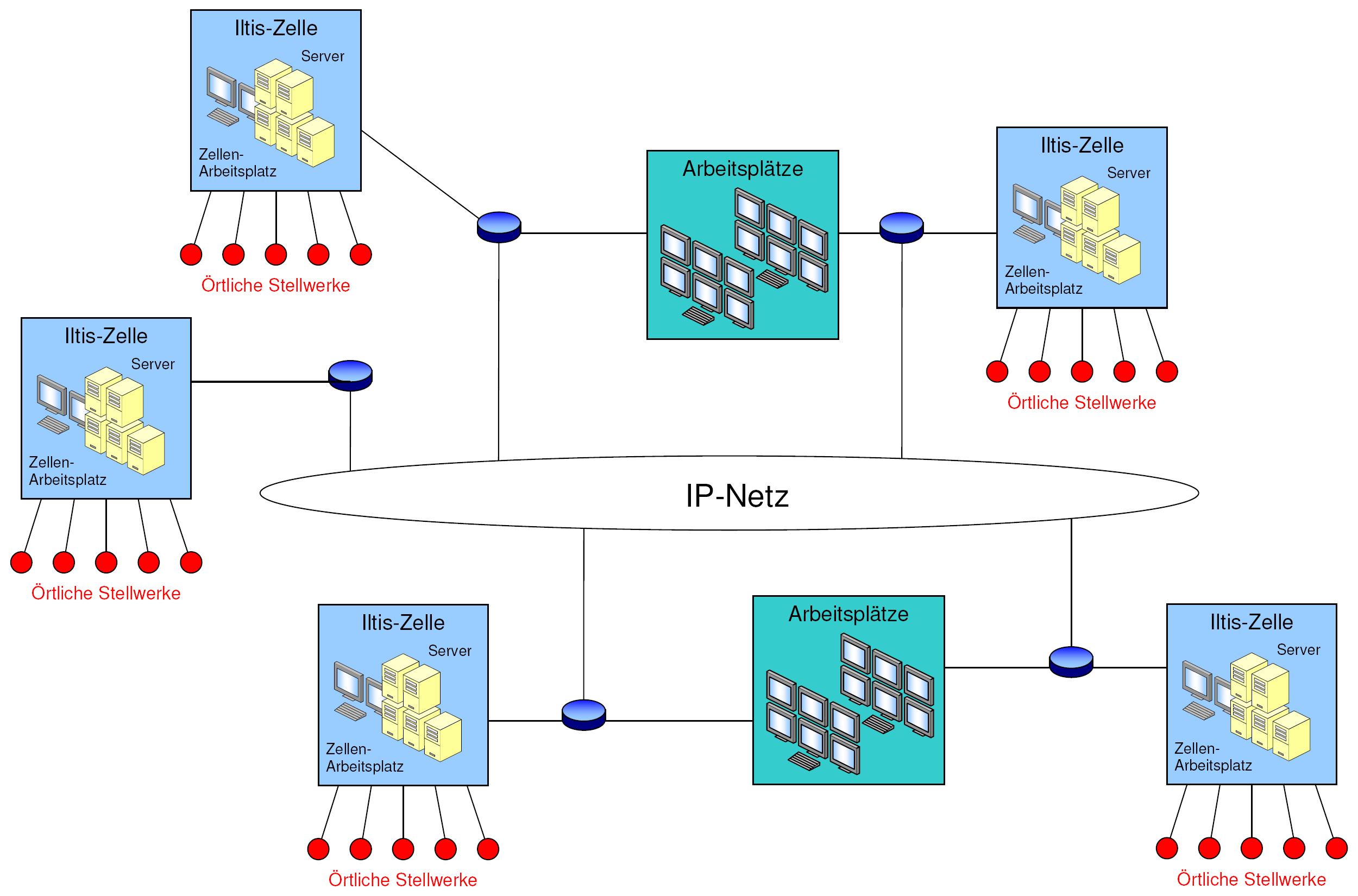
Bei Iltis N ist die Funktionsebene zur Steuerung der Stellwerke (Zellen) und die Bedienebene mit den Arbeitsplätzen aufgetrennt. Von jedem Bedienplatz kann auf das ganze Bahnnetz zugegriffen werden.

Mit der Weiterentwicklung Iltis Netz (Iltis N) lässt sich mittels eines IP-Netzwerks ein Verbund mehrerer durch Iltis gesteuerter Strecken von einer Stelle aus kontrollieren. Dazu können mehrere Bahnleitzentralen überregional untereinander vernetzt werden. Grundlegend bei Iltis N ist die Auftrennung der Funktionsebene und der Bedienebene. Die Funktionsebene besteht aus so genannten Zellen, die für die Steuerung der Stellwerke und die automatische Zuglenkung zuständig sind. Die Bedienebene bilden wenige „Bediencluster“, mit denen sich die einzelnen Zellen bedienen lassen. Die ursprünglichen Bediengrenzen werden somit gesprengt, weil von jedem Bedienplatz auf das ganze Bahnnetz zugegriffen werden kann. Sollte ein Arbeitsplatz in einem Bediencluster ausfallen, kann ein beliebiger anderer Arbeitsplatz seine Funktion übernehmen. Schnittstellen erlauben den Zugriff auf die zentral gespeicherten Fahrplandaten. Iltis N erlaubt gegenüber Iltis eine weitere Rationalisierung, da im Endausbau weniger Betriebsleitzentralen erforderlich sind.
Seit 2017 setzt die Gornergratbahn (GGB) das Leitsystem Iltis N laut eigenen Angaben weltweit erstmals auf „Cloud“-Basis ein. Dabei befindet sich die den Stellwerken übergeordnete Leittechnik bei Siemens in Wallisellen bei Zürich und ist über zwei redundante Datenleitungen der Swisscom mit den Fahrdienstleiter-Arbeitsplätzen in Zermatt verbunden. Die Bahn bezieht die gesamten Leittechnik-Funktionen in Lizenz, ohne die benötigte Hard- und Software beschaffen zu müssen. Die Wartungs- und Reparaturarbeiten erfolgen bei Siemens, ohne dass ein Techniker nach Zermatt reisen muss. Die Lizenzkosten entsprechen ungefähr den Investitions- und Betriebskosten einer konventionellen Anlage.
Derzeit ist Iltis N bei den ÖBB in drei der fünf Betriebsführungszentralen, jene in Wien, Villach und Innsbruck, im Einsatz. In der BFZ Linz und Salzburg übernimmt das System "NetTrac 6612 OMC" der Firma Thales diese Aufgabe.